# Thomas Dreßen
Thomas Dreßen (Jülich, 22 november 1993) is een Duitse, voormalige alpineskiër. De afdalingsspecialist won op dat onderdeel vijf wereldbekerwedstrijden. In het seizoen 2019/2020 werd hij tweede in de wereldbeker afdaling.

## Carrière
Dreßen maakte zijn wereldbekerdebuut in februari 2015 in Saalbach-Hinterglemm. In november 2015 scoorde de Duitser in Lake Louise zijn eerste wereldbekerpunten. Op de wereldkampioenschappen alpineskiën 2017 in Sankt Moritz eindigde hij als twaalfde op de afdaling en als veertiende op de alpine combinatie. In februari 2017 behaalde Dreßen in Kvitfjell zijn eerste toptienklassering in een wereldbekerwedstrijd.
In december 2017 stond de Duitser in Beaver Creek voor de eerste maal in zijn carrière op het podium van een wereldbekerwedstrijd. Een maand later boekte hij in Kitzbühel zijn eerste wereldbekerzege op de Hahnenkammafdaling. Tijdens de Olympische Winterspelen 2018 in Pyeongchang eindigde Dreßen als vijfde op de afdaling, als negende op de alpine combinatie en als twaalfde op de Super G.
In het seizoen 2019/2020 boekte hij drie overwinningen, waaronder de wereldbekerafdaling in Garmisch-Partenkirchen. Het was 28 jaar geleden, na Markus Wasmeier in 1992, dat daar nog eens een Duitser won. In het eindklassment van de wereldbeker afdaling eindigde Dreßen als tweede achter Beat Feuz. 
Dreßen werd geplaagd door meerdere zware blessures, waaronder tweemaal gescheurde kruisbanden. Hij kwam meerdere keren terug, maar kon uiteindelijk niet meer met de besten meekomen. Hij nam afscheid in Kitzbühel en reed er in januari 2024 zijn laatste wereldbekerafdaling.

## Resultaten

### Olympische Spelen
| Jaar | Plaats      | Resultaten                                   |
| ---- | ----------- | -------------------------------------------- |
| 2018 | Pyeongchang | 5e Afdaling 9e Alpine combinatie 12e Super G |

### Wereldkampioenschappen
| Jaar | Plaats             | Resultaten                                      |
| ---- | ------------------ | ----------------------------------------------- |
| 2017 | Sankt Moritz       | 12e Afdaling 14e Alpine combinatie DNF1 Super G |
| 2021 | Cortina d'Ampezzo  | 18e Afdaling                                    |
| 2023 | Courchevel-Méribel | 10e Afdaling                                    |

### Wereldbeker
Eindklasseringen
| Seizoen   | Algm | AD     | SG  | SC  |
| --------- | ---- | ------ | --- | --- |
| 2015/2016 | 109e | 43e    | -   | 30e |
| 2016/2017 | 68e  | 25e    | 30e | 39e |
| 2017/2018 | 8e   | Brons  | 11e | 8e  |
| 2018/2019 | 89e  | 34e    | 34e | -   |
| 2019/2020 | 9e   | Zilver | 9e  | -   |
|           |      |        |     |     |
| 2022/2023 | 83e  | 30e    | -   |     |
| 2023/2024 | 115e | 51e    | 45e |     |

Wereldbekeroverwinningen
| Datum            | Plaats                 | Onderdeel |
| ---------------- | ---------------------- | --------- |
| 20 januari 2018  | Kitzbühel              | Afdaling  |
| 10 maart 2018    | Kvitfjell              | Afdaling  |
| 30 november 2019 | Lake Louise            | Afdaling  |
| 1 februari 2020  | Garmisch-Partenkirchen | Afdaling  |
| 13 februari 2020 | Saalbach-Hinterglemm   | Afdaling  |